# Licchavi
Die Licchavi (auch: Lichchhavi) waren eine altindische Stammes-Oligarchie und Dynastie im Raum Vaishali, d. h. im heutigen Bihar. Sie existierten in spätvedischer Zeit, als sich das religiöse und soziale System der Indoarier (z. B. Kastensystem) in Nordindien verbreitet hatte. Buddha, d. h. Siddhartha Gautama lehrte in ihrem Umfeld, ebenso Mahavira, der Begründer des Jainismus.
Politisch gehörten die Licchavi zu den acht Stämmen der Vajji- bzw. Vriji-Konföderation im Gebiet der Flüsse Sadanira (heute: Gandak) und Kosi. Andere Mitglieder dieser Konföderation waren z. B. die Videha, Malla und Shakya (=Buddhas Adelsgeschlecht). Die Licchavi waren über Heirat einer gewissen Cellana mit dem Magadha-König Bimbisara verbunden. Bimbisaras Sohn Ajatasattu (reg. ca. 494–462 v. Chr.) besiegte die Konföderation ca. 468 v. Chr. nach einem 15-jährigen Krieg, indem er durch seinen Minister Vassakara Unruhe unter den Licchavi stiften ließ und auch erstmals schwere, gepanzerte Wagen und Katapulte bei der Belagerung von Vaishali (auch: Vesali) einsetzte. Die buddhistischen und jainistischen Quellen widersprechen sich aber hinsichtlich der Intensität der Auseinandersetzungen vor Vaishali.
Die Licchavi werden als "Stammesrepublik" oder passender als Stammes-Oligarchie beschrieben. Sie hatten demokratische Grundsätze, die aber nur für die oberen Klassen galten und nicht die gewöhnliche Bevölkerung. Die niederen Klassen wurden in ihren Ratsversammlungen (angeblich 7707 Sippen- und Clanführer bei 168.000 Einwohnern, aber das sind standardisierte Zahlen) nicht geduldet. An der Spitze stand ein Präsident oder Konsul, der mit König (Raja) und Heerführer (Senapati) betitelt wurde. Das Amt war nicht erblich, konnte aber in einer Familie verbleiben.
Nach Buddhas Zeit verschwanden die Licchavi von der Bühne, Lokalfürsten dieses Familiennamens scheinen sich aber in Nord-Bihar erhalten zu haben. Kumaradevi, eine (Erb-)Prinzessin der Licchavi diente um 320 zur Legitimation der Gupta-Herrschaft.
Zu einem unklaren Zeitpunkt (um 200?) etablierte sich eine als Licchavi bezeichnete Familie im Raum Kathmandu, ergriff die Macht in Nepal und begründete dort ein Goldenes Zeitalter sozialer und kultureller Harmonie. Sie nannte zwar einen König Supuspa als ihren Ahnherren, aber die 23 Generationen lange Abstammungslinie Jayadeva's I. nach Pushpapura, Indien wird von den meisten Historikern als erfunden angesehen, besonders da die älteste Inschrift dieser Dynastie (bzw. in Nepal, von Manadeva I. ca. 464) noch eine lokale Herkunft betont.